# Серафим Вирицький
Святий Серафим Вирицький, преподобний (у світі Василь Миколайович Муравьйов, 31 березня, 1866, с. Вахромєєво, Арефінської волості, Рибінського уїзду, Російська імперія — 1949) — російський православний святий, чудотворець та монах старець, був духівником Олександро-Невської Лаври в Санкт-Петербурзі.
В хрещенні отримав ім'я Василій. Коли Васі було 10 років, помер його тато, невдовзі померла сестра Ольга.
Приїхавши в Петербург, став розсильним Гостинного двору. Ще хлопчиком він дізнався від монаха-схимника про те, як складеться його життя. Віднайшов духівника в лиці старця Гефсиманського скиту Свято-Троїцької Сергієвої Лаври ієромонаха Варнави (Меркулова).
В 1882 став приказчиком.
В 1892 він відкрив власний бізнес, ставши досить крупним хутроторговцем, купцем 2-й гільдії. Будучи ще в миру, зробив карколомну кар'єру, пройшовши шлях від бідаря до мільйонера, що експортував хутро до Англії, Франції та Австро-Угорщини. Щоправда, закінчив він свій життєвий шлях безсрібником: ще до революції роздав своє багатство і пішов у монастир. Його біографи одностайні — навіть будучи бізнесменом, майбутній святий вів винятково праведний спосіб життя.
Приблизно в 1894 році одружився з Ольгою Іванівною Нетрониною. Син — Миколай, народився в 1895, — в 1914 перейшов в католицизм і мріяв стати ксьондзом, кинув навчання на юридичному факультеті С.-Петербурзького університету, став військовим авіатором; після контузії в 1916 залишив військову службу, лікувався в Миколаївській лікарні. В 1917 Миколай одружився з міщанкою з московських євреїв — Євгенією Іванівною Любарською; подружжя поселилося в Рибінську.
13 вересня 1920 подав прохання в Духовний Собор Олександро-Невської Лаври про прийняття його в число братії, на що отримав згоду, був прийнятий послушником і отримав послух пономаря.
Наприкінці 30-х років вирицький старець Серафим молився за святу Русь 1000 днів і ночей перед чудодійною іконою «Аз есмь с вами и никтоже на вы», якій понад сто років. Її писали монахині Леушинського монастиря із благословення Іоана Кронштадтського.

## Настанови
- Монах Серафим Вирицький, коли хто-небудь сильно хворів, благословляв приймати по столовій ложці свяченої води щогодини. А також радив окроплювати їжу цією водою. Він говорив, що сильніших ліків, ніж свята вода і освячене миро, немає.

- Старець Серафим Вирицький завжди радив кропити продукти і саму їжу йорданською (водохресною) водою, яка, за його словами, «сама все освячує».

- Святий преподобний Серафим Вирицький, звертаючись до нас від імені Бога говорить: ти вчишся чи працюєш — знай, що це від мене; у тебе невдачі і ти хворієш — від Мене і це; ти створив сім'ю, побудував дім, купив машину — знай, і це дарунки Мої.

- Прп. Серафим Вирицький сказав одній жінці (до речі, доволі благополучній матеріально), прозрівши її таємне бажання позбутися дитини: що такі жінки уподібнюються Іродові, вбивці тисяч немовлят.

- «Прийде час, коли не гоніння а гроші і зваби світу цього відвернуть людей від Бога і загине більше душ ніж у часи відкритого богоборництва. З одного боку ставитимуть хрести з куполами, а з іншого — настане царство брехні і зла. Справжня церква буде завжди гонима, а спастись можливо буде лише через хвороби і скорботи. Гоніння приймуть дуже витончений та непередбачуваний характер» — C. Вирицький

- З поезії святого: «…Утихнут грозные невзгоды, своих врагов Россия победит, и имя Русского, Великого Народа, как гром, по всей вселенной прогремит!» — C. Вирицький

- «Настане час, коли Росію стануть роздирати на частини. Спочатку її розділять, а потім почнуть грабувати багатства. Захід буде всяким способом сприяти нищенню Росії віддасть до часу східну її частину Китаю. Далекий Схід будуть прибирати до рук японці, а Сибір — китайці, які стануть переселятися в Росію, одружуватися на росіянках і, врешті-решт, хитрістю і підступом візьмуть територію Сибіру до Уралу. Коли ж Китай побажає піти далі, Захід спротивиться і не позволить. Багато країн ополчаться на Росію, але вона вистоїть, втративши велику частину земель». — C. Вирицький